# Муравьи-жнецы
Муравьи-жнецы (лат. Messor) — род муравьёв. Относится к трибе Stenammini в составе подсемейства Мирмицины (Myrmicinae).

## Распространение
Муравьи-жнецы обитают практически на всей территории Старого Света; исключения составляют север Европы и Азии; Юго-восточная Азия, Австралия и Океания, а также Экваториальная и Юго-восточная Африка, включая Мадагаскар.
В России жнецы обитают на Кавказе, Южном Урале, Поволжье, Приазовье и Приморье.

## Описание
Зерноядные муравьи средних и мелких размеров, преимущественно аридного климата, строящие гнёзда в почве (глубиной до нескольких метров). Сбор зёрен производится большей частью на земле (опавшие зёрна), собранные зёрна (максимум до 1 или 2 кг) хранятся муравьями в особых камерах и по необходимости выносятся на просушку. Применяются в пищу после измельчения их жвалами «солдат» в тестообразную массу, которую скармливают личинкам. Животная пища (мёртвые насекомые) занимает в рационе небольшое место.
Образуют моногинные семьи (около 5000 особей) с развитым полиморфизмом особей (крупноголовые солдаты связаны промежуточными переходами с меньшими по размерам и более пропорционально сложенными по  строению рабочими). Девственные царицы и самцы зимуют в муравейнике, в Палеарктике — лёт весной (для южных регионов России — середина марта), что позволяет царице основать новую колонию в ещё влажной почве, и является приспособлением к засушливым местам обитания.

## Генетика
Геном вида Messor andrei: 0,26 пг (C value).
Диплоидный набор хромосом 2n = 40, 42, 44.

## Систематика
Род включает на текущий момент около 110 видов, распространённых в аридных зонах всех континентов, кроме Австралии. В Европе около 30 видов.
Бывший синоним или подрод мессоров Veromessor в 2014 году был восстановлен в самостоятельном родовом статусе (Ward et al., 2014).
В 2018 году результате молекулярно-генетических исследований ДНК и симбионтов Wolbachia  (Steiner M. et al. 2018) было обнаружено, что под названием Messor “structor” (Latreille, 1798) понимался целый комплекс видов. Он был разделен на 5 отдельных видов: Messor structor (Австрия, Болгария, Чехия, Франция, Венгрия, Румыния, Словения), M. ibericus  Santschi, 1925 (Болгария, Хорватия, Франция, Германия, Греция, Италия, Румыния, Словения, Испания, Швейцария),  M. muticus  (Nylander, 1849) stat.rev. (Армения, Казахстан, Киргизия, Румыния, Россия, Украина), и два новых для науки вида, M. ponticus  sp.n. (Болгария, Румыния, Турция, Украина) и M. mcarthuri  sp.n. (Греция, Турция). 
В настоящее время муравьи относящиеся ранее к виду Messor structor (синонимы: Messor clivorum, Messor rufitarsis, Messor muticus) обитающего на территории России, сейчас относятся к виду Messor muticus.
До таксономических изменений 2018 года для России указывались 5 видов:
- Messor aciculatus (Smith, 1874)
- Messor denticulatus (Santschi, 1927) — Красногрудый муравей-жнец (с 2018 синоним вида Messor laboriosus (Santschi, 1927))
- Messor kasakorum (Arnol’di, 1969)
- Messor rufitarsis (Fabricius, 1804)
- Messor structor (Latreille, 1798) — Степной муравей-жнец  (с 2018 Messor muticus (Nylander, 1849)) [syn.  Messor clivorum (Ruzsky, 1905)][8]

### Мировая фауна
- Messor abdelazizi Santschi, 1921
- Messor aciculatus (Smith, 1874)
- Messor aegyptiacus (Emery, 1878)
- Messor alexandri Tohme, 1981
- Messor andrei (Mayr, 1886)
- Messor angularis Santschi, 1928
- Messor antennatus Emery, 1908
- Messor aphaenogasteroides Pisarski, 1967
- Messor aralocaspius Ruzsky, 1902 — Арало-каспийский муравей-жнец
- Messor arenarius (Fabricius, 1787)
- Messor atanassovii Atanassov, 1982
- Messor barbarus (Linnaeus, 1767)
- Messor beduinus Emery, 1922
- Messor berbericus Bernard, 1955
- Messor bernardi Cagniant, 1967
- Messor bouvieri Bondroit, 1918
- Messor buettikeri Collingwood, 1985
- Messor caducus (Victor, 1839)
- Messor capensis (Mayr, 1862)
- Messor capitatus (Latreille, 1798)
- Messor carthaginensis Bernard, 1980
- Messor caviceps (Forel, 1902)
- Messor celiae Reyes, 1985
- Messor cephalotes (Emery, 1895)
- Messor ceresis Santschi, 1934
- Messor chamberlini Wheeler, 1915
- Messor clypeatus Kuznetsov-Ugamsky, 1927
- Messor collingwoodi Bolton, 1982
- Messor concolor Santschi, 1927
- Messor danaes Salata, Georgiadis & Borowiec, 2023
- Messor decipiens Santschi, 1917
- Messor dentatus Santschi, 1927
- Messor denticornis Forel, 1910
- Messor diabarensis Arnol'di, 1969
- Messor ebeninus Santschi, 1927
- Messor excursionis Ruzsky, 1905
- Messor ferreri Collingwood, 1993
- Messor foreli Santschi, 1923
- Messor fraternus Ruzsky, 1905
- Messor galla (Mayr, 1904)
- Messor hebraeus Santschi, 1927
- Messor hellenius Agosti & Collingwood, 1987
- Messor himalayanus (Forel, 1902)
- Messor hispanicus Santschi, 1919
- Messor ibericus Santschi, 1931
- Messor incisus Stitz, 1923
- Messor incorruptus Kuznetsov-Ugamsky, 1929
- Messor inermis Kuznetsov-Ugamsky, 1929
- Messor instabilis (Smith, 1858)
- Messor intermedius Santschi, 1927
- Messor julianus (Pergande, 1894)
- Messor kardamenae Salata & Borowiec, 2023
- Messor kasakorum Arnol'di, 1969
- Messor kisilkumensis Arnol'di, 1969
- Messor laboriosus Santschi, 1927
- Messor lamellicornis Arnol'di, 1968
- Messor lariversi (Smith, 1951)
- Messor lobicornis Forel, 1894
- Messor lobognathus Andrews, 1916
- Messor luebberti Forel, 1910
- Messor luridus Santschi, 1927
- Messor lusitanicus Tinaut, 1985
- Messor maculifrons Santschi, 1927
- Messor marikovskii Arnol'di, 1969
- Messor marocanus Santschi, 1927
- Messor medioruber Santschi, 1910
- Messor melancholicus Arnol'di, 1977
- Messor minor (Andre, 1883)
- Messor muticus (Nylander, 1849)[8].
- Messor nahali Tohme, 1981
- Messor niloticus Santschi, 1938
- Messor oertzeni Forel, 1910
- Messor olegianus Arnol'di, 1969
- Messor orientalis (Emery, 1898)
- Messor perantennatus Arnol'di, 1969
- Messor pergandei (Mayr, 1886)
  - = Veromessor pergandei
- Messor piceus Stitz, 1923
- Messor picturatus Santschi, 1927
- Messor planiceps Stitz, 1917
- Messor postpetiolatus Santschi, 1917
- Messor regalis (Emery, 1892)
- Messor reticuliventris Karavaiev, 1910
- Messor rufotestaceus (Foerster, 1850)
- Messor rufus Santschi, 1923
- Messor ruginodis Stitz, 1916
- Messor rugosus (Andre, 1881)
- Messor sanctus Emery, 1921
- Messor sculpturatus Carpenter, 1930
- Messor semirufus (Andre, 1883)
- Messor semoni (Forel, 1906)
- Messor smithi (Cole, 1963)
- Messor sordidus (Forel, 1892)
- Messor stoddardi (Emery, 1895)
- Messor striatellus Arnol'di, 1969
- Messor striaticeps (Andre, 1883)
- Messor striatifrons Stitz, 1923
- Messor striativentris Emery, 1908
- Messor structor (Latreille, 1798)
- Messor subgracilinodis Arnol'di, 1969
- Messor sultanus Santschi, 1917
- Messor syriacus Tohme, 1969
- Messor testaceus Donisthorpe, 1950
- Messor timidus (Espadaler, 1997)
- Messor tropicorum Wheeler, 1922
- Messor turcmenochorassanicus Arnol'di, 1977
- Messor valentinae Arnol'di, 1969
- Messor variabilis Kuznetsov-Ugamsky, 1927
- Messor vaucheri Emery, 1908
- Messor veneris Salata, Georgiadis & Borowiec, 2023
- Messor vicinus Kuznetsov-Ugamsky, 1927
- Messor wasmanni Krausse, 1910